# Matupá
Matupá är en kommun i Brasilien.   Den ligger i delstaten Mato Grosso, i den centrala delen av landet, 1 000 km nordväst om huvudstaden Brasília. Antalet invånare är 14 172.
I omgivningarna runt Matupá växer i huvudsak städsegrön lövskog. Runt Matupá är det mycket glesbefolkat, med 3 invånare per kvadratkilometer.